# تراموا

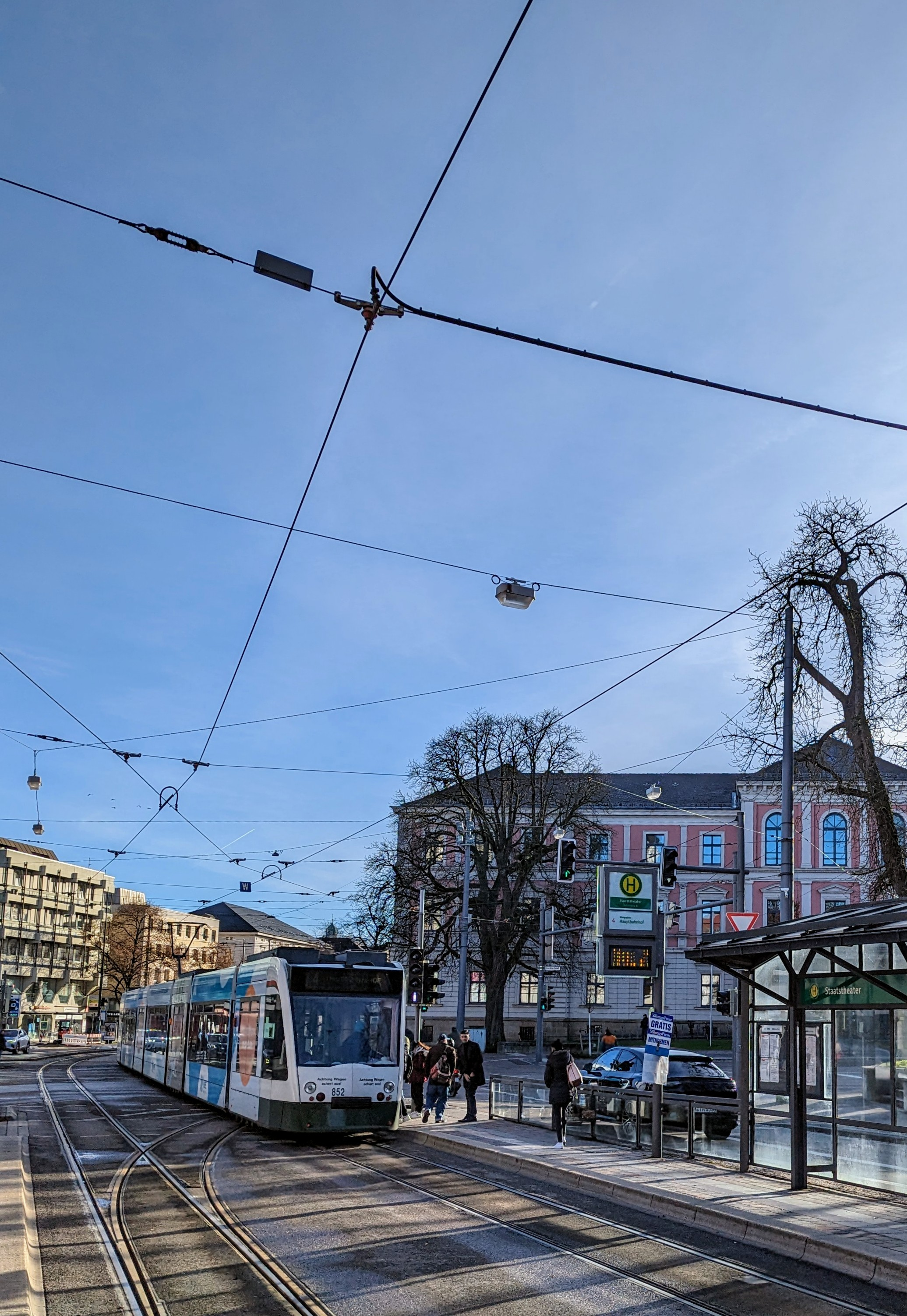
قطاربرقی‌ در حال ترک ایستگاه تماشاخانه شهر آوگسبورگ، بایرن، آلمان

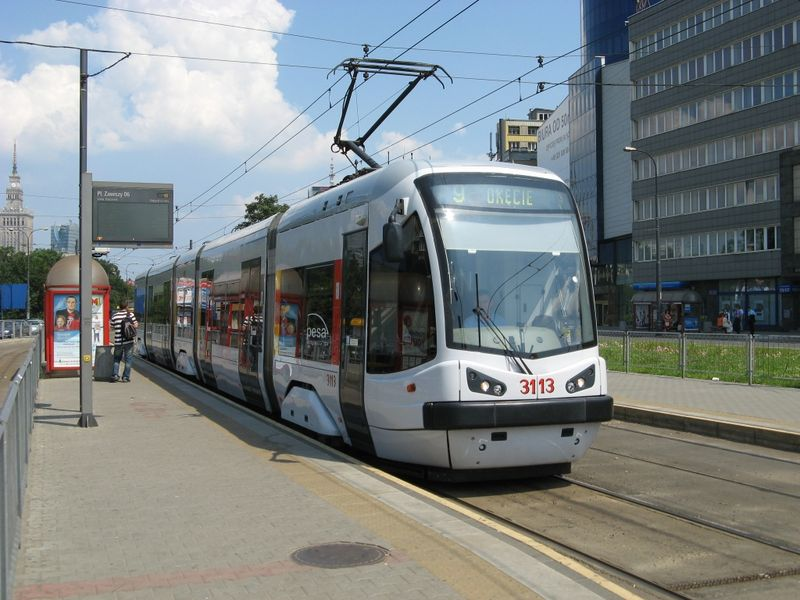
قطاربرقی‌ شهر ورشو، لهستان

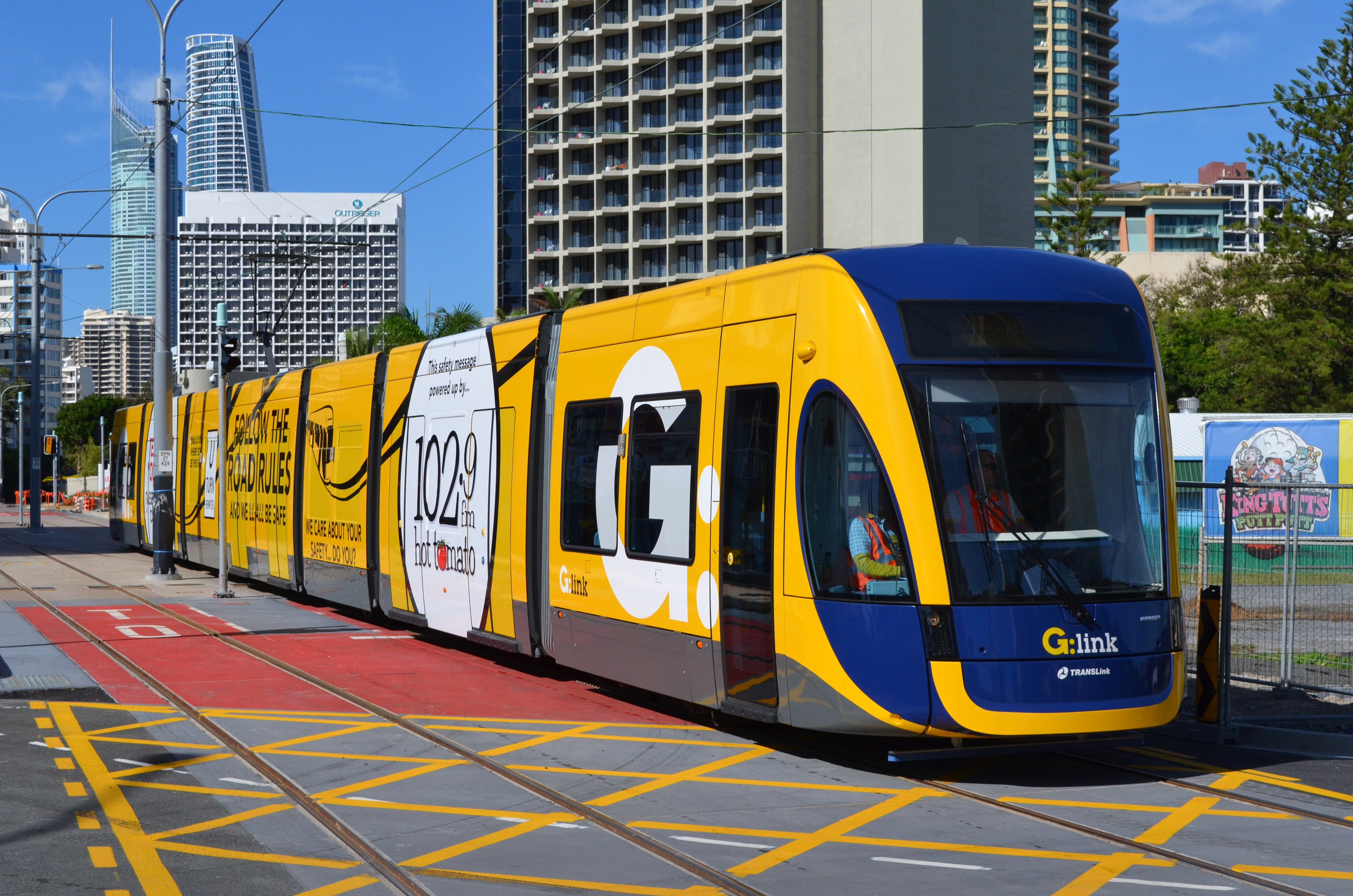
قطاربرقی شهر گلد کوست، استرالیا

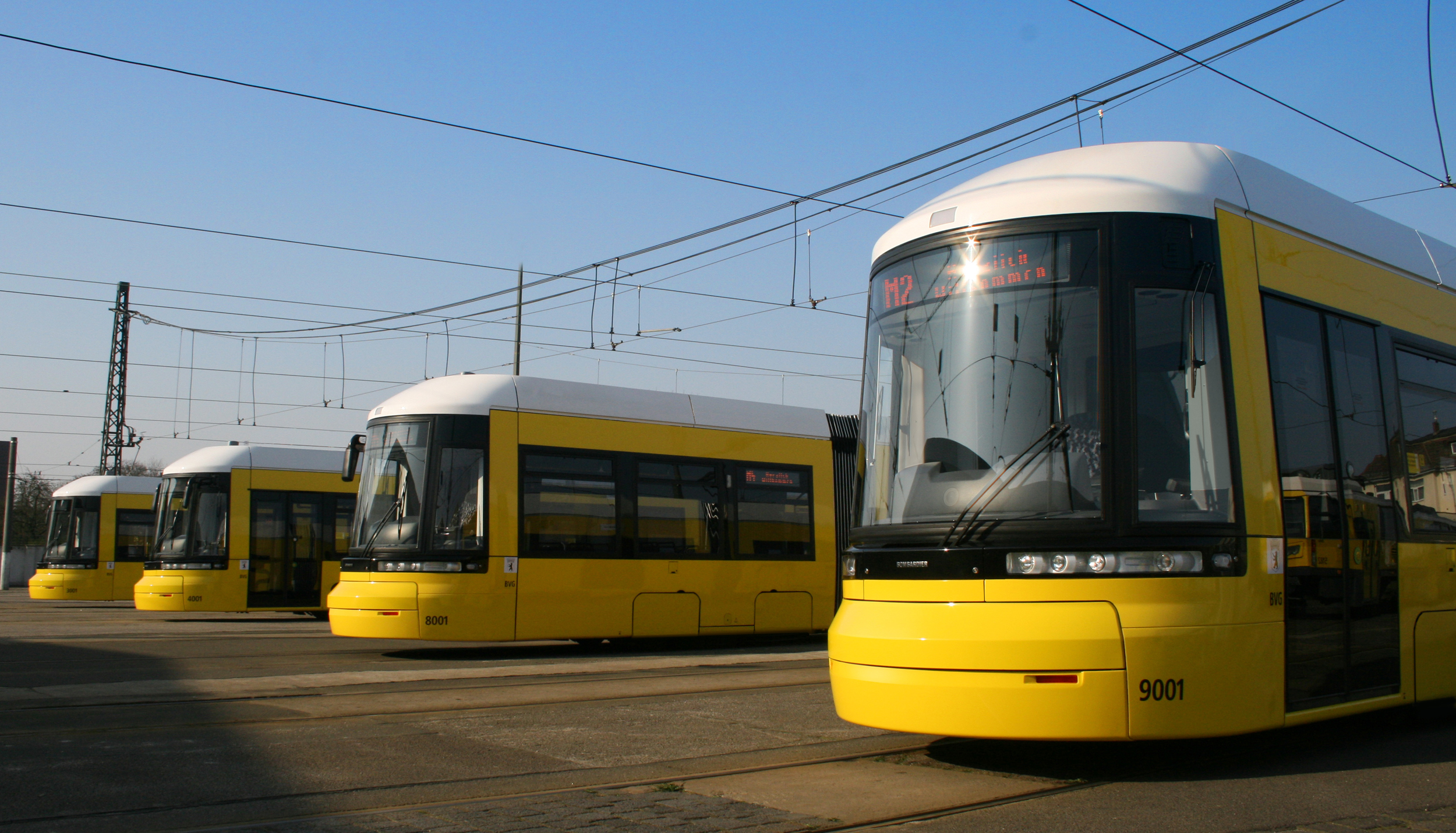
قطاربرقی برلین، آلمان

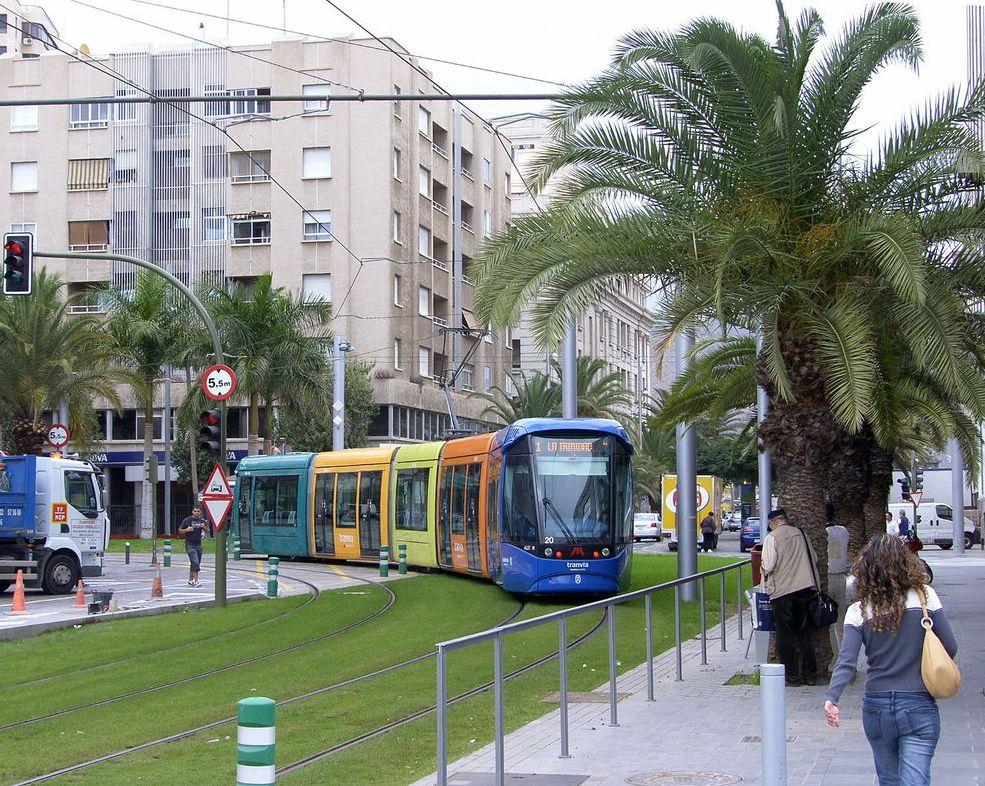
قطاربرقی سبک در تنریف، اسپانیا

قطاربرقی، تراموا یا ترام (به انگلیسی: Tram در امریکا و کانادا با نام Streetcar یا Trolley) گونه‌ای قطار است که بر روی خط آهنی که در خیابان قرار داده شده حرکت می‌کند. قطاربرقی هم می‌تواند درون‌شهری و هم بین‌شهری باشد. واگن‌های برقی معمولاً سبک‌تر و کوتاه‌تر از قطارهای معمولی و قطارشهری‌ها هستند. البته مرز دقیقی میان قطاربرقی و قطارهای عادی وجود ندارد و برخی از قطاربرقی‌ها ممکن است که از روی راه‌آهن معمولی هم حرکت کنند. همچنین، ممکن است بتوانند از روی راه‌آهن قطارشهری و خطوط آهن سبک نیز حرکت کنند؛ واگن‌های برقی برای ترابرد مسافر و به ندرت برای ترابرد بار طراحی شده‌اند.
امروزه بیشتر قطارشهری‌ها به وسیلهٔ شاخک برق‌رسان از برق استفاده می‌کنند؛ اگر لازم باشد، این قطارشهری‌ها ممکن است از دستگاه‌های قدرت بسیاری استفاده کنند. دیگر گونه‌هایی از قطاربرقی هستند که نفت‌گاز مصرف می‌کنند و بیشتر از آن‌ها در مسیرهای میانِ شهر و روستاها استفاده می‌شود؛ گونه‌هایی نیز وجود دارند که با بنزین، گاز، اسب و قاطر حرکت می‌کنند. نخستین گونه‌های قطاربرقی با به‌کارگیری حیوانات باری به حرکت درمی‌آمدند. نخستین قطاربرقی که در سال ۱۸۰۷ در بریتانیا آغاز به‌کار کرد ابتدا از اسب برای کشیدن واگن بهره می‌برد، اما پس از چندی اسب‌ها با موتور بخار و سپس با موتور برقی جایگزین شدند.